# 1747 у літературі

## Події
- У Варшаві засновано бібліотеку Залуських.

## Книги
- «Задіг» — філософська повість Вольтера.
- «Клариса, або історія юної леді» (I—II том) — роман Семюела Річардсона.

### П'єси
- «Венеційські близнюки» (італ. «I due gemelli veneziani») — комедія Карло Ґольдоні.

## Народились
- 15 січня — Джон Ейкін, англійський лікар та письменник.

## Померли
- 17 листопада — Ален Рене Лесаж, французький письменник.